# ستيفن أمريتراج
ستيفن أمريتراج مواليد 28 مارس 1984 في لوس أنجلوس، كاليفورنيا، هو لاعب كرة مضرب هندي يلعب باليد اليمنى. أعلى تصنيف له في الفردي كان المركز الـ 973 في سنة 2007.

## روابط خارجية
- ستيفن أمريتراج على موقع رابطة محترفي التنس (الإنجليزية)
- ستيفن أمريتراج على موقع الاتحاد الدولي لكرة المضرب (الإنجليزية)
- ستيفن أمريتراج على موقع خلاصة التنس.كوم (الإنجليزية)